# Amiskwia sagittiformis
Amiskwia sagittiformis — велика, м'якотіла безхребетна тварина невідомого походження, відома зі скам'янілостей середнього кембрію таких, як у Бурджес Шел в Британській Колумбії і Maotianshan сланців в провінції Юньнань, Китай.
Скам'янілості досягають 25 мм (1 дюйм) в довжину. 
Amiskwia sagittiformis вважають єдиним відомим представником родини Амісквіїди (Amiskwiidae) класу Архісагіттоїди (Archisagittoidea). Проте зв'язок цієї істоти з типом Щетинкощелепних є дискусійним.